# 马塞尔 (洛特-加龙省)
马塞尔（法語：Massels）是法国洛特-加龙省的一个市镇，属于洛特河畔新城区（Villeneuve-sur-Lot）庞达热奈县（Penne-d'Agenais）。该市镇总面积6.17平方公里，2009年时的人口为110人。

## 人口
马塞尔人口变化图示